# 進藤美希
進藤 美希（しんどう みき）は、日本の経営学者。東京工科大学教授。学位は博士（経営管理）（青山学院大学・2005年）。

## 来歴
青山学院大学大学院国際マネジメント研究科博士後期課程修了、2005年3月26日付で博士（経営管理）の学位を取得。マーケティングにおいては伊藤文雄教授、懸田豊教授、情報システムおよびインターネットおいては井田昌之教授、経営倫理においては東方敬信教授に師事。日本電信電話株式会社、NTTソフトウェア株式会社などを経て、現職。青山学院大学大学院国際マネジメント研究科非常勤講師。NPO法人フリーソフトウェアイニシアティブ理事、日本情報ディレクトリ学会評議員。
専門分野は、インターネットビジネス論、メディアコンテンツ論、コミュニティメディア論、アートマネージメント論等。
趣味は、読書（SF、コミックス）、バレエ鑑賞等。

## 学歴
- 1984年 東洋英和女学院高等部卒業
- 1988年 東京女子大学文理学部英米文学科卒業
- 1996年 青山学院大学大学院国際政治経済学研究科修士課程修了、修士取得
- 2003年 青山学院大学大学院国際政治経済学研究科博士課後期程満期退学
- 2005年 青山学院大学大学院国際マネジメント研究科博士後期課程修了、博士（経営管理）取得

## 職歴
- 日本電信電話株式会社勤務
- NTTソフトウェア株式会社市場戦略チーフエキスパート
- NPOフリーソフトウェアイニシアティブ理事
- 青山学院大学大学院国際マネジメント研究科非常勤講師
- 東京工科大学メディア学部准教授

## 著書
- 『マーケティング・ベーシックス: 基礎理論からその応用』、同文舘出版、1995年7月、ISBN 978-4495633110  (日本マーケティング協会編、ケーススタディ分担執筆)
- 『中村勘太郎　写真集』、朝日新聞社、 2003年11月、ISBN 978-4023303331 (写真 操上 和美、インタビュー執筆)
- 『中村七之助　写真集』、朝日新聞社、 2003年11月、ISBN 978-4023303348 (写真 操上 和美、インタビュー執筆)
- 『オープンソースがなぜビジネスになるのか』 (MYCOM新書)、毎日コミュニケーションズ、2006年6月、ISBN 4-8399-2078-8 (井田昌之との共著、2章、3章担当)
- 『MBA国際マネジメント辞典』、中央経済社、2007年10月、ISBN 978-4502395000 (伊藤 文雄、堀内 正博 編、29項目分担執筆)
- 『インターネットマーケティング』、白桃書房、2009年7月、ISBN 4-5616-5183-7

## 所属学会等
- 日本情報ディレクトリ学会、評議委員
- 情報処理学会
- 経営情報学会
- ビジネスモデル学会
- 日本商業学会
- 日本広告学会
- 日本ダイレクトマーケティング学会
- 文化経済学会
- フリーソフトウェアイニシアティブ (FSIJ)、理事